# Harpalus xanthopus
Harpalus xanthopus is een keversoort uit de familie van de loopkevers (Carabidae). De wetenschappelijke naam van de soort werd in 1868 gepubliceerd door Max Gemminger & Edgar von Harold.